# County (Kanada)
County (übersetzt Grafschaft)  ist eine Verwaltungseinheit in Kanada auf oberer regionaler Ebene unterhalb der Ebene der Provinzen. Während Countys meistens eher ländlichen Charakter besitzen, sind die ebenfalls existierenden Regional Municipalities für gewöhnlich Zusammenfassungen urban geprägter Gebiete.

## Geschichte
In Kanada wurde das System des County als regionale Verwaltungseinheit von der Kolonialmacht Großbritannien übernommen.
Die fünf ältesten Provinzen New Brunswick, Nova Scotia, Ontario, Quebec und Prince Edward Island sowie Alberta gliedern oder gliederten sich daher in Counties als obere regionale Verwaltungseinheiten im Zuge einer zweistufigen Verwaltung.

## Situation in den einzelnen Provinzen
In New Brunswick wurden die Countys 1966 als politische Verwaltungseinheit abgeschafft, sie dienen jedoch noch der geographischen Orientierung sowie zu statistischen Zwecken. Einzige Ausnahme bildet die Jurisdiktion: Die Gerichtsbezirke entsprechen den alten Verwaltungseinheiten.
Nova Scotia ist in 15 Countys und drei Regional Municipalities eingeteilt, die vor 1995 bzw. 1996 allerdings auch Countys waren.
Prince Edward Island ist in 3 Countys eingeteilt.
In Ontario sind die Countys (und hier nur in Südontario) Verwaltungsbezirke, die nur sehr wenige Aufgaben erfüllen, da diese ansonsten von den eigenständigen Gemeinden innerhalb des Bezirks wahrgenommen werden. 
Québec ist heute in 17 Verwaltungsregionen (frz. régions administratives) untergliedert. Diese wiederum setzen sich aus regionalen Grafschaftsgemeinden (municipalités régionales de comté, MRC) zusammen, die gewisse überregionale Verwaltungsaufgaben übernehmen. Dazu gehören die Erstellung eines Flächennutzungsplanes, die Wasserversorgung sowie die Abfallwirtschaft. 14 kreisfreie Städte führen die Aufgaben der MRC selber aus. In den Ballungsgebieten Québec und Montréal gibt es als zusätzliche Ebene den Metropolverband (communauté métropolitaine, CM). Diese Gliederung ersetzt seit den 1980er Jahren die frühere Unterteilung in Grafschaften (comtés).
Die Provinz Alberta gliedert sich heute auch in sogenannte Regional Municipalities. Viele tragen auch heute noch den Begriff County in ihrem Namen, obwohl die Verwaltungseinheit County in Alberta in den 1990er Jahren abgeschafft wurde.